# برق 8
برق 8 (بالعبرية: "בָּרָק"، بالإنجليزية: "Lightning") المعروف أيضًا باسم LR-SAM أوMR-SAM، وهو نظام دفاع جوي إسرائيلي هندي نشط متعدد المهام لصواريخ بحر/أرض-جو (SAM)، تم تطويره على أساس نظام برق 1، مصمم للدفاع ضد أي نوع من التهديدات المحمولة جواً بما في ذلك الطائرات والمروحيات والصواريخ المضادة للسفن، والطائرات بدون طيار وكذلك الصواريخ الباليستية، وصواريخ كروز والطائرات المقاتلة. وتوجد متغيرات بحرية وبرية للنظام.
تم تطوير النظام بشكل مشترك من قبل صناعات الطيران الإسرائيلية (IAI)، ومنظمة البحث والتطوير الدفاعية الهندية (DRDO)، والإدارة الإسرائيلية لتطوير الأسلحة والبنية التحتية التكنولوجية، وشركتي Elta وRafael للأنظمة وشركات أخرى مثل مؤسسة Bharat Dynamics Limited (BDL) لإنتاج الصواريخ، ويتم تصنيع محرك الصاروخ في مصنع Givon (المعروف سابقًا باسم IMI ونوفمبر 2018 من Tomer).

## خلفية عامة
العلاقات بين الهند وإسرائيل
حتى عام 1992، لم تكن هناك علاقات دبلوماسية بين إسرائيل والهند، وحتى ذلك الوقت، كانت العلاقات بين الهند وإسرائيل باردة. مع قيام دولة إسرائيل، رفضت الهند في البداية الاعتراف بها. وقد أدى انهيار الاتحاد السوفيتي، صديق الهند وموردها الرئيسي للأسلحة، إلى محاولة الاقتراب من الولايات المتحدة، التي ظلت القوة العظمى الوحيدة. كان التقارب مع الولايات المتحدة مشروطًا، من بين أمور أخرى، بتسخين العلاقات مع إسرائيل. في عام 1991، صوتت الهند لصالح قرار الجمعية العامة للأمم المتحدة رقم 4686، الذي يلغي تعريف الصهيونية على أنها عنصرية.
قضية صفقة صواريخ برق
تعتبر الهند واحدة من أكثر الوجهات جاذبية في العالم لصادرات الأسلحة نظرًا لحجم معاملاتها. في أوائل العقد الأول من القرن الحادي والعشرين، اندلعت سلسلة من قضايا الرشوة في الهند، حيث أدين كبار السياسيين الهنود بتلقي رشاوي من شركات تصنيع الأسلحة الأجنبية، وفي أواخر عام 2006 قررت الهند فتح تحقيق في صفقة نظام برق 1 الموقعة في عام 2000 مع شركتي رافاييل وIAI الإسرائيليتين. حيث انه قبل نحو شهرين من قرار فتح تحقيق في الصفقة، أثيرت قضية الأضرار التي لحقت بالسفينة ساعر 5 (جانيت) قبالة الساحل اللبناني، على الرغم من أنها كانت تحمل نظام صواريخ البرق 1 على متنها.
بحسب وزير الدفاع الإسرائيلي السابق، كانت الضربة قاسية للغاية وخسرت الصناعات الدفاعية عقودًا بمئات الملايين من الدولارات نتيجة لذلك. طالبت الأحزاب اليسارية في الهند بفتح تحقيق، زاعمه أن الصناعات الجوية الإسرائيلية قدمت رشوة للوسيط الهندي لتأمين عقد الصواريخ الموقع في عام 2000. أثناء هذه القضية، تم القبض على وزير الدفاع الهندي السابق وقائد البحرية السابق للاشتباه في قبوله رشى. وبحسب بعض المنشورات، يُشتبه في أن نجل قائد البحرية السابق تلقى رشاوي من شركات إسرائيلية ورشا سياسيين في بلاده لغرض الموافقة على صفقة السلاح. أعلنت الهند أنها ستلغي الصفقة إذا تم اكتشاف مخالفات، بالإضافة إلى أنها ستعلق جميع صفقات الأسلحة مع إسرائيل لمدة 5 سنوات.
بعد تحقيق مطول دام 7 سنوات، أعلنت هيئة التحقيق الهندية إنهاء الشركات الإسرائيلية وبراءتها لعدم كفاية الأدلة. خلال هذه الفترة، حذرت البحرية الهندية من تضاؤل إمدادات صواريخ البرق 1 المثبتة على متن 14 سفينة حربية في المقدمة منها حاملة الطائرات، وفرقاطات أثناء التحقيق. وبعد إعلان انتهاء التحقيق، رفعت الهند القيود المفروضة على شراء صواريخ برق 1 من إسرائيل.
مشروع التطوير المشترك
في ظل الانتقادات، وبعد عدة أشهر من المفاوضات المكثفة، وقعت إسرائيل والهند في كانون الثاني/يناير 2007 عقدًا بقيمة 330 مليون دولار لتطوير مشترك لجميع الأجيال القادمة من صاروخ سطح/أرض-جو برق. وقد تم تسمية التطوير الجديد برق 8 وليس برق 2 لأسباب تجارية بحتة. أبرم البلدان اتفاقية يتم بموجبه تطوير وإنتاج نظام صواريخ البرق بعيدة المدى معًا. بلغ التمويل المشترك للتنمية المشتركة 350 مليون دولار، وستتحمل صناعة الطيران نصف درجة، وهي حقيقة ضمنت للهند مخاطر مشتركة وكذلك درجة نجاح المشروع.
الهيئات التي شاركت في المشروع هي شركة صناعات الفضاء الإسرائيلية، ومنظمة البحث والتطوير الدفاعية الهندية (DRDO) بالتوازي مع الإدارة الإسرائيلية لتطوير الأسلحة والبنية التحتية التكنولوجية والبحرية الهندية. وصف الصاروخ في أدبيات الحكومة الهندية بأنه صاروخ أرض-جو بعيد المدى (LR-SAM).
اقترحت إسرائيل المشروع المشترك خلال زيارة قائد البحرية الهندية إلى إسرائيل في عام 2004، الأدميرال هارون براكاش. في نوفمبر 2009، ووقعت إسرائيل عقدًا بقيمة 1.1 مليار دولار لتوريد وتحديث أنظمة الدفاع الجوي برق 1 إلى الهند. في ذلك الوقت، كانت أكبر صفقة في تاريخ الصناعات الجوية الإسرائيلية لصالح إسرائيل.
وفي أغسطس 2013، بدأت إسرائيل في تثبيت وتعديل نظام الدفاع برق 8، وبدأت الهند في تجهيز النظام في نوفمبر 2014 بعد تجربة ناجحة أجريت في ذلك الشهر.
خريطة التهديدات المحتملة
تشكل الصواريخ المضادة للسفن تهديدًا حقيقيًا للسفن في إسرائيل، وفي السنوات الأخيرة أصبحت تهديدًا استراتيجيًا رئيسيًا لمنصات الغاز في مياهها الاقتصادية. بعد اكتشاف حقل غاز تمار، قالت لبنان أن الحقل كان في مناطق المياه المرتبطة به وملكيته للغاز. واستمرت لبنان في المطالبة بملكية حقلي تمار وليفياثان أيضًا، بل وهددت باستخدامها كذريعة لأعمال هجومية من جانبها في المستقبل.
نفذ تنظيم حزب الله تهديدات اعتبرت لا أساس لها حتى حرب لبنان الثانية، حيث كادت تغرق الصواريخ سفينة إسرائيلية بعشرات المقاتلين، وقتل فيها 4 جنود. وفي محاولة أخرى لحزب الله خلال الحرب لمهاجمة السفن البحرية، غرقت سفينة تجارية مصرية بطريق الخطأ. أصبحت هذه الحادثة نقطة تحول في تصور البحرية أنها كانت تشير حتى ذلك الحين إلى التحذيرات الاستخباراتية المتعلقة بإسناد هذه القدرات إلى منظمة مثل حزب الله على أنها «خيالية ولا أساس لها من الصحة».
ثم أطلق حزب الله صاروخ ساحلي صيني طراز سي-802 قدمتها إيران وسوريا إلى حزب الله. كانت السفينة البحرية على بعد حوالي 16 كيلومترًا من ساحل بيروت وقت الهجوم، وتشير التقارير المختلفة اليوم إلى وجود تهديد أكثر تقدمًا وهو صاروخ ياخونت الروسي الذي نُقل إلى حزب الله من سوريا وهو قفزة كبيرة إلى الأمام. وهي تنتمي إلى نوع من صواريخ الساحلية المعروفة باسم "sea lurch" نظرًا لانخفاض طيرانها فوق مستوى البحر، حوالي عشرة أمتار، وهي ميزة تجعل من الصعب على أنظمة الرادار اكتشافها. ميزة أخرى تجعل أنظمة الدفاع صعبة للغاية وهي السرعة الكبيرة للصاروخ التي تصل إلى ضعف سرعة الصوت. تم تصميم رأس الصاروخ بطريقة تجعل من الصعب جدًا على أنظمة الحماية الكهروضوئية تحديد موقعه أثناء الطيران. ويصل المدى الفعال للوحدة إلى 300 كم ولها رأس حربي يبلغ 300 كيلوغرام، وبالتالي فهي تشكل تهديدًا استراتيجيًا كبيرًا لمنصات الحفر الإسرائيلية وممرات الشحن والموانئ إلى الجنوب والشمال، ليس فقط من حزب الله ولكن أيضًا من سوريا وقطاع غزة.
تسببت الحرب الأهلية في سوريا في وقوع الكثير من الأسلحة، وإلى حد كبير جدًا في أيدي التنظيمات المتطرفة. هناك حالة قد تشير إلى مدى تهديد الصاروخ لإسرائيل وهي تقرير صادر في مايو 2013 من قبل مسؤولين أمريكيين يزعم أن إسرائيل هاجمت مبنى في سوريا كان بمثابة مستودع لـ 72 صاروخًا من طراز ياخونت اشترتها الدولة من روسيا، لكن تمت نقل بعض الصواريخ من المستودع قبل الهجوم. وزُعم أيضًا في الحدث أن إسرائيل عجلت في استكمال تطوير نظام الدفاع برق 8. ووصف قائد البحرية اللواء رام روتبرج اليخونت بأنه «سلاح خطير».
خلال عملية القانون الحديدي، استولى السرب 13 والبحرية على سفينة شحن تحمل العديد من الأسلحة الإيرانية المتجهة إلى قطاع غزة في وسط البحر. ومن بين الأسلحة العديدة التي تم ضبطها ستة صواريخ ساحلية صينية صنعتها إيران محليا طراز سي-704. ورداً على قصف الجيش الإسرائيلي لمنزل محمد داف على ساكنيه، زعمت حماس أنها أطلقت صاروخ ساحلي ناصر-1 على منصة حفر إسرائيلية تابعة لشراكة يام تيثيس وتقع قبالة شواطئ عسقلان.
في العقد الماضي، أصبحت الطائرات بدون طيار أيضًا تهديدًا من شمال وجنوب إسرائيل. في عدد من الحالات، أطلق حزب الله طائرة أبابيل بدون طيار على الأراضي الإسرائيلية، وفي عام 2013 اعترضت طائرات سلاح الجو طائرات بدون طيار قبالة سواحل حيفا. في سبتمبر 2014، قصف تنظيم حزب الله لأول مرة منظمات معارضة في سوريا مستخدما هجوما بطائرة بدون طيار. ادعت حركة حماس أن طائرتين بدون طيار أطلقاها نفذتا دورية ناجحة فوق منطقة تل أبيب وعادتا إلى قطاع غزة. لم توافق إسرائيل على هذا التقرير، لكن المدنيين أفادوا برؤية الطائرات في سماء غوش دان. في أغسطس 2014، تم منع دخول الطائرات بدون طيار إلى إسرائيل من سوريا. في سبتمبر 2014، اعترضت إسرائيل بصاروخ MIM-104D باتريوت مقاتلة سورية عبرت الحدود فوق مرتفعات الجولان دون سبب واضح، وهو أول اعتراض من نوعه منذ عام 1985.
وقد صُمم نظام الدفاع الجوي برق 8 لتوفير حماية كافية ضد كل هذه التهديدات.

## التصميم

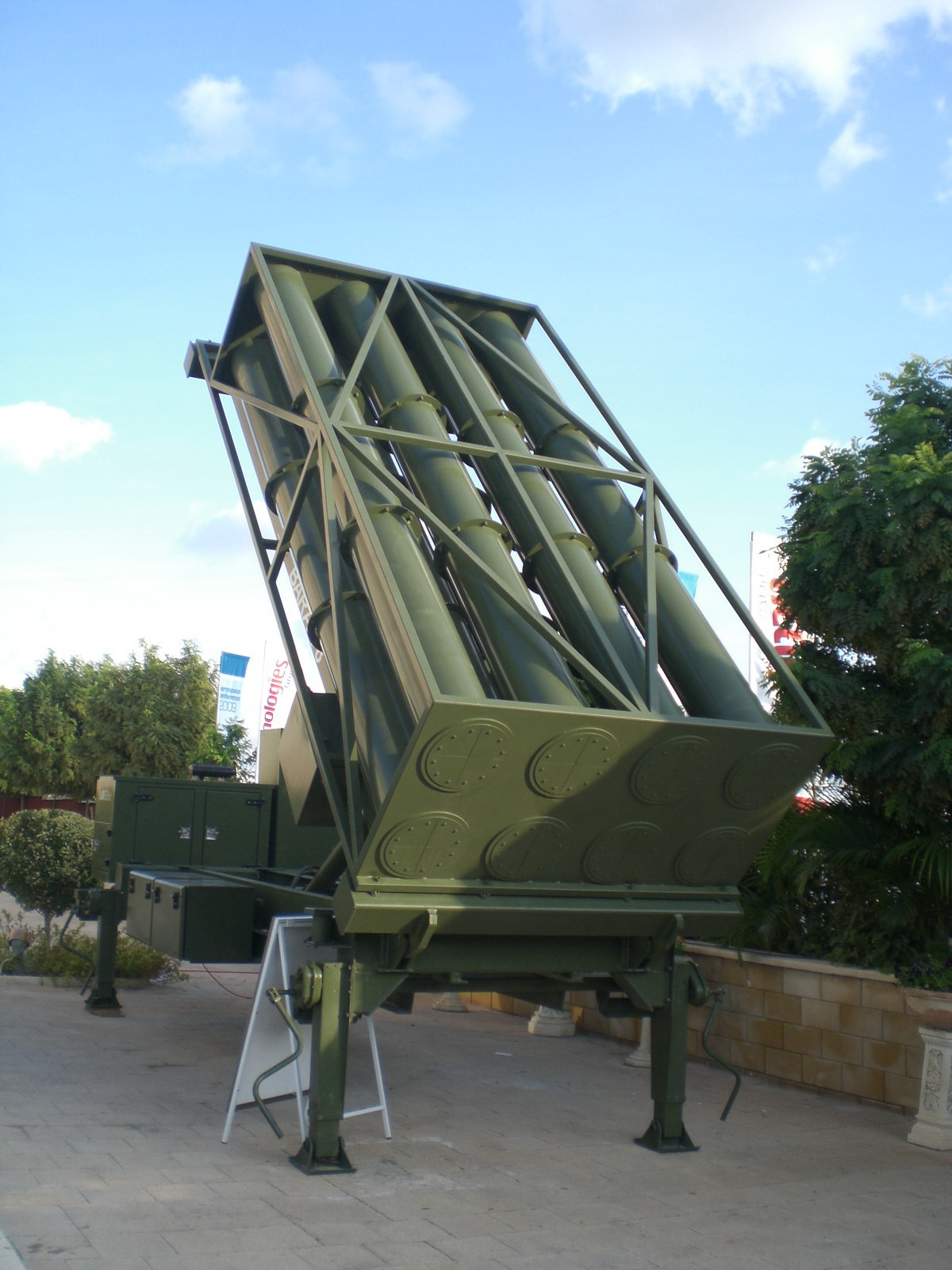
وحدة قاذفة باراك 8

يعتمد صاروخ نظام برق 8 بشكل فضفاض على صاروخ نظام برق 1 الأصلي، ومن المتوقع أن يتميز بباحث أكثر تقدمًا ومدى أكبر، جنبًا إلى جنب مع امتدادات المدى التي ستجعله قريبا من الأنظمة البحرية متوسطة المدى الأخرى مثل نظام RIM-162 ESSM أو حتى نظام SM-2 Standard.
خصائص الصواريخ
يبلغ طول الصاروخ المعترض حوالي 4.5متر، وقطره 54 سم في مرحلة التعزيز وبدون معزز يكون قطرة 22سم، ويبلغ عرض جناحيه 94سم، ويزن الصاروخ 275كجم، ويبلغ وزن الرأس الحربي 60كجم. الحد الأقصى لسرعة الصاروخ هو 2ماخ ومدى فعّال 70كم، كان هناك تطور آخر ليصبح مدى الصاروخ 150كم.
يحتوي الصاروخ على محرك صاروخي مزدوج طورته شركة DRDO الهندية مع دفع موجة، مما يسمح بتثبيت محرك إضافي (معزز) عليه لزيادة المدى. تم تصميم صاروح برق 8 من أجل قدرة عالية جدًا على المناورة. يعد حجم الصاروخ وكذلك النظام بأكمله عاملاً مهمًا أثناء التطوير حيث من المفترض أن تحمل السفن النظام، حيث يمكن أن تسبب المساحة والوزن قيودًا.
يتم تثبيت خلايا الإطلاق بشكل عمودي بسبب الحاجة إلى تقليل المساحة على سطح السفينة. تم إطلاق الصاروخ عموديًا من قاذفة بزاوية °90 درجة، ثم تم تعديله بحدة إلى مسار أفقي باتجاه هدف التهديد. خلال رحلته، يتلقى الصاروخ المعترض البيانات والتوجيهات من رادار السفينة ويرسل البيانات إليه أيضًا. وقرب المرحلة الأخيرة من الرحلة، تدخل المرحلة الثانية من محرك الصاروخ حيز التشغيل، حيث يتم تنشيط الرادار النشط في الصاروخ المعترض الذي طورته شركة صناعة الطيران الإسرائيلية.
صُمم صاروخ برق 8 للتعامل مع مجموعة واسعة من التهديدات الجوية من ارتفاعات عالية إلى ارتفاعات منخفضة جدًا مثل طائرات الهليكوبتر والمركبات الجوية بدون طيار والصواريخ المضادة للسفن وصواريخ كروز الأسرع من الصوت. كما أن الصاروخ قادر على اعتراض الصواريخ الباليستية ولكن هذا ليس هدفه الأصلي.
لهذا وصفت شركة صناعات الفضاء الإسرائيلية برق 8 بأنه «نظام دفاع صاروخي طويل المدى ودفاع جوي متقدم» وتتميز سماته الرئيسية بما يلي:
- بعيد المدى
- رابط بيانات ثنائي الاتجاه (نطاق GPS S)
- صاروخ رادار ناشط
- 360-الدرجة العلمية تغطية
- دفع بدون دخان
- مكافحة ناقلات الدفع
- دفع ثنائي النبض
- إطلاق عمودي
- ارتباطات متعددة في وقت واحد
- صاروخ دفاع نقطي مضاد للصواريخ الباليستية.[28]

خصائص الرادار
تم الكشف عن عيب كبير في الرادار السابق لنظام البرق كجزء من التحقيق في حادثة إصابة صاروخ ساحلي لكورفيت ساعر 5. ادعى قائد البحرية في حرب لبنان الثانية، اللواء دافيد بن باشات، أن سفينتين صاروخيتين قرب لواء حانيت تعرفا بالخطأ على الصاروخ في أنظمتهما على أنه طائرة تابعة لسلاح الجو، لذلك ليس من المستحيل حتى لو كانت جميع أنظمة الدفاع على سفينة لواء حانيت تعمل. كان من الممكن أن يحدث الضرر.
يتضمن مشروع برق 8 الجديد جيلًا جديدًا من رادار البحث والتوجيه المتقدم والمتعدد الاستخدامات الذي صنعته شركة Elta للانظمة، وهي شركة تابعة لشركة IAI. اسم رادار البحرية هو «أدير» أو «أدير براك»، واسمه التجاري MF-STAR اختصارات رادار متعدد الوظائف للمراقبة والتنبيه بالتهديدات رادار تنبيه متعدد الأغراض لتتبع وتحديد التهديدات.
يشتمل الرادار الرقمي الجديد، وهو رادار نبضي دوبلر من نوع مصفوفة العرض، على عدد من التقنيات المتقدمة مثل تدابير الحرب الإلكترونية لاكتشاف الأهداف السريعة ذات منطقة المقطع العرضي للرادار المنخفض، وهو قادر على إنتاج حزم متعددة تقوم بمسح مناطق محددة في نفس الوقت تسمح هذه القدرات للرادار بأداء عدة مهام في وقت واحد، مثل اكتشاف وتصنيف الأهداف البحرية والبرية، وتتبع مئات الأهداف، وتوجيه الأسلحة للدفاع والهجوم. تم تصميم النظام للتعامل مع حالة أهداف عدو متعددة في وقت واحد مثل هجوم التشبع. من المتوقع أن يوفر الرادار حالة من الاداء عالية الجودة وعالية الدقة في جميع الظروف البحرية. بفضل استخدام الألياف البصرية، تم تقليل وزن الهوائيات بشكل كبير وتركيب رادار 7 أطنان على سفن صواريخ ساعر 5. اختارت البحرية رادارًا مشتقًا من MF-STAR تم تطويره بواسطة شركة Elta للأنظمة للتثبيت على السفن الحربية الأصغر مثل Storm 4.5 والمسمّى ألفا أو ELM-2258. في النسخة البحرية للرادار هناك 4 هوائيات تغطي 360 درجة، بينما في النسخة الأرضية يوجد هوائي دوار واحد.
القيادة والتحكم
تم تصنيع مركز القيادة والتحكم (SHUV) بواسطة مصنع صواريخ الفضائية، هيكله صغير نسبيًا، 1.3 طن، ويمكن استبداله بسرعة في حالة تلفه في المعركة. تحتوي وحدة الإطلاق على 8 صواريخ اعتراضية وقد تكون على بعد عشرات الكيلومترات من وحدة التحكم. في الإصدار البحري السابق، كانت كل سفينة أو بطارية تعمل وتقف بمفردها، بينما في الإصدار المتقدم، يتلقى نظام التحكم والقيادة البيانات من أنظمة الرادار الخاصة بالسفن المختلفة، ويجمعها لإنشاء صورة وتهديدات مشتركة للمعركة. يمكن ربط أنظمة السفن وإدارتها معًا. يمكن أن يحدث كل من إطلاق النار وإطلاق النار من سفينة مختلفة في السلسلة، ويمكن تطبيق قذيفة الدفاع على سفينة واحدة أو على سفن أسطول كاملة تتحرك داخل قذيفة الدفاع.

## التجارب والتطوير

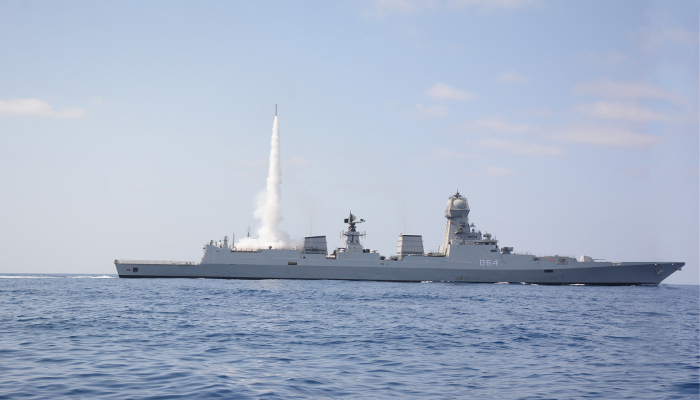
المدمرة الهندية INS Kochi تطلق صاروخ برق 8

أثناء التطوير، تمركز عشرات العلماء الهنود في إسرائيل نيابة عنها DRDO، تأخر التطوير بنحو 4 سنوات بسبب الصعوبات الفنية التي واجهها الهنود في تطوير محرك الصاروخ.

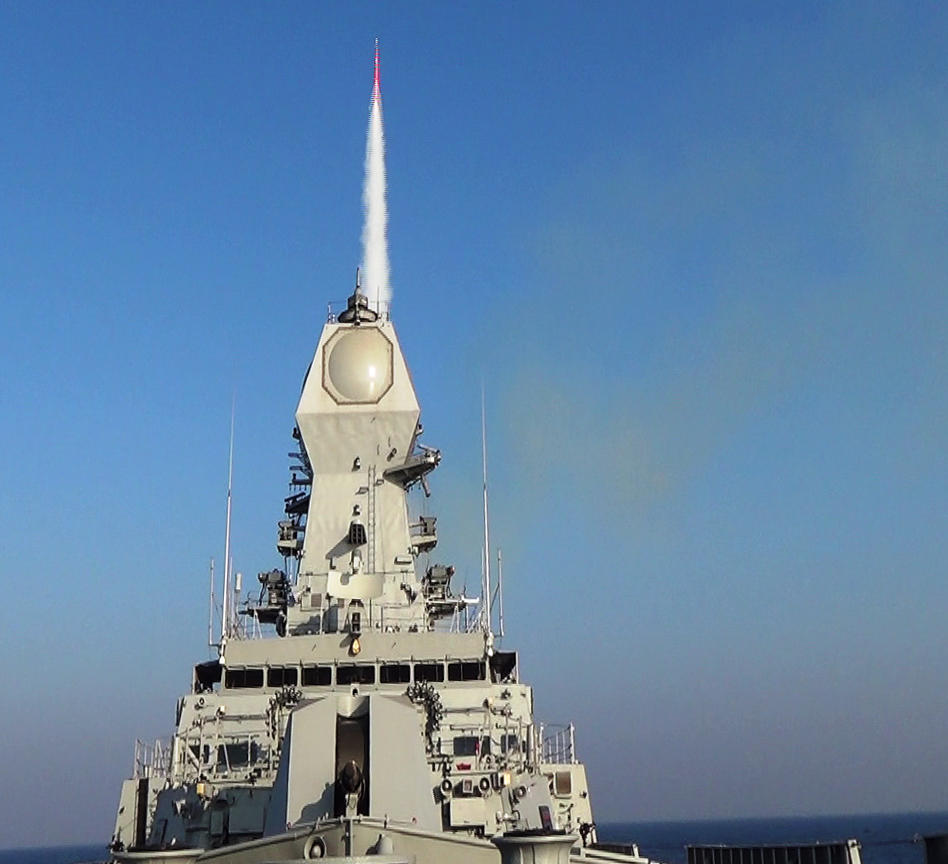
المدمرة الهندية INS Kolkata تطلق صاروخ برق 8

- في مايو 2010، تم إطلاق صاروخ برق 2 بنجاح ضد هدف إلكتروني وضرب الهدف المحدد له. تم إجراء الاختبار الثاني للصاروخ في الهند في وقت لاحق من ذلك العام.
- تجربة أخرى أجريت في الهند في عام 2013 فشلت على ما يبدو.[37]
- في 12 أكتوبر 2014، تم الإعلان عن إجراء تجربة ناجحة على النظام الأرضي ضد صاروخ يحاكي اليخونت الروسي في إمكاناته. تم إطلاق الصاروخ من الأرض إلى البحر الأبيض المتوسط وتم اعتراضه بنجاح عندما عملت جميع مكونات النظام كما هو متوقع،[38] أجريت تجربة أخرى في 10 نوفمبر من ذلك العام بنجاح.[39]
- في 2 سبتمبر 2015، أجرت البحرية الإسرائيلية تمرينًا لإحباط محاولة الإرهابيين للاستيلاء على منصة غاز من البحر، تم خلالها إجراء اختبار ناجح لمنظومة برق 8 المثبتة على إحدى سفن الصواريخ التابعة للبحرية. رصد الرادار صاروخا يشبه صاروخ معاد أطلق من الشاطئ باتجاه منصة غازية مقلدة، وفي نفس الوقت أطلقت صواريخ اعتراضية صاعقة عليه من على سطحه، وأسقطت صاروخ العدو وهو في الجو.[40]

- في 26 تشرين الثاني (نوفمبر) 2015، تم تنفيذ أول عملية اعتراض ناجحة للنظام البحري، حدد خلالها النظام طائرة بدون طيار تتخيل هدفًا للعدو واعترضها بإطلاق صاروخ اعتراضي من السفينة الكورفيت INS Lahav.[41][42] كجزء من تجربة ال «كيو سي»، حددوا أيضًا الهدف وحسبا مسار تأثيره دون إطلاق صاروخ للاعتراض.[42]

- في 30 ديسمبر 2015، أعلنت الهند أنها أجرت بنجاح تجربة تم فيها إطلاق النسخة الأرضية من البرق من السفينة المدمرة INS Kolkata.[43]
- في 30 يونيو 2016، تم إجراء تجربتين ناجحتين لأول مرة في النسخة الأرضية في الهند. كجزء من التجربة، نجح النظام في اعتراض طائرة بدون طيار تحاكي هدفًا.[44]
- في 20 سبتمبر 2016، أجريت تجربة في شرق الهند عندما تم الإطلاق من قاذفة بحرية. وخلال التجربة، تم إخلاء 7 قرى في المنطقة ومنع الصيادين من الخروج إلى البحر لأسباب تتعلق بالسلامة. وصف كبار المسؤولين من الهند التجربة بأنها ناجحة.[45]
- في 25 ديسمبر 2016، اختبرت أذربيجان الصاروخ بنجاح.[46]
- في 25 مارس 2017، كجزء من اختبار القدرات التشغيلية العام من قبل البحرية الغربية الهندية، أجريت تجربة تم خلالها إطلاق صاروخ كروز منخفض الارتفاع وعالي السرعة على حاملة طائرات هندية يكتشف التهديد والاعتراض الروتيني الذي يدمر الصاروخ.[47]
- في 10 فبراير 2017، قامت شركة صناعات الفضاء الإسرائيلية باختبار إطلاق الصاروخ في البحر للتحقق من قدراته.[48][49]
- في 16 مايو 2017، نجحت البحرية الهندية في اختبار إطلاق الصاروخ من INS Kochi .[50][51]
- في 17 مايو 2017، أجرت البحرية الهندية اختبارًا حيًا على النظام بأكمله المثبت على مدمرة كلكاتا، بهدف اعتراض صاروخ هدف مناور عالي السرعة ضمن النطاق الأقصى للنظام. وافادت الانباء انه تم اعتراض الصاروخ المستهدف بدقة كبيرة عند الإبحار على علو منخفض. أعلنت البحرية الهندية أن التجربة أظهرت القدرات التشغيلية لنظام الدفاع باراك 8 وبعد أسبوع تم توقيع عقد لشراء نظام برق 8 بمبلغ 630 مليون دولار للبحرية الهندية.[52]
- في 29 نوفمبر 2017، أطلقت البحرية الهندية اختبارًا للصاروخ من INS Kochi.[53]
- في 25 يناير 2019، أطلقت البحرية الهندية اختبارًا لصاروخ INS Chennai على هدف جوي قادم يحلق على ارتفاع منخفض.[54]

## الانواع
MRSAM - هو التكوين الأرضي للصاروخ. وهي تتألف من نظام قيادة وتحكم ورادار تتبع وأنظمة إطلاق صواريخ ومتحركة. سيكون لكل قاذفة ثمانية صواريخ من هذا القبيل في مكدسين وسيتم إطلاقها في تكوين علبة. النظام مزود أيضًا بباحث تردد لاسلكي متقدم (RF).
أمر الجيش الهندي بخمسة أفواج من هذا الإصدار، والتي تتكون من حوالي 40 قاذفة و200 صاروخ مقابل 17000 كرور روبية (2.4 مليار دولار أمريكي). من المتوقع أن يتم نشره بحلول عام 2023 مع بدء عمليات التسليم الأولى في عام 2020.
LRSAM - هناك نوع من طراز ER من برق 8 قيد التطوير، والذي سيشهد زيادة المدى الأقصى للصواريخ إلى 150كم. تم تصميمه للتعامل مع العديد من التهديدات التي تتجاوز المدى المرئي، ومن المفهوم أن توقيع برق 8 ER منخفض الإطلاق يحتفظ بنفس نظام الملاحة بالطيار الآلي والقصور الذاتي وتوجيه الباحث عن الرادار النشط مثل برق 8، على الرغم من بعض التعديلات على البرنامج وأسطح التحكم في الصواريخ من المحتمل. يزيد المعزز من طول الصاروخ عند الإطلاق من 4.5 متر حاليًا إلى ما يقرب من 6 أمتار، على الرغم من أن طول الرحلة بعد التخلص من المعزز قد يكون أقل قليلاً من قاعدة صاروخ برق 8، في حالة عدم وجود TVC. يُعتقد أن قطر الصاروخ والزعنفة لهما نفس قاعدة برق 8. وزن الداعم غير معروف حاليًا.
قال ليفي إن القدرة التشغيلية الأولية لـ يرق 8 ER سيتم الإعلان عنها أولاً للمتغير البحري، تليها IOC للنسخة البرية. ورفض التعليق على عملية إطلاق برق 8 ER، لكنه أشار إلى أن «عملاء برق 8 الحاليين سيكونون مهتمين بهذا التكوين لأنه يوفر قدرة إضافية لنظامهم الحالي». ومن المتوقع أن يجهز الصاروخ المدمرات المستقبلية من فئة فيساكاباتنام التابعة للبحرية الهندية.
- في مايو 2010، تم اختبار صاروخ Barak-II بنجاح على هدف إلكتروني وحقق أهدافه الأولية. كان من المقرر إجراء الاختبار الثاني للصاروخ في الهند في وقت لاحق من عام 2010.[55] «أكثر من 70 في المائة من محتوى الصاروخ الذي يتم تطويره مع إسرائيل سيكون محليًا.» صرح رئيس DRDO VK Saraswat لصحيفة The Economic Times .[56]
- في 29 ديسمبر 2015 و 30 ديسمبر 2015، نجحت البحرية الهندية في اختبار إطلاق صاروخ Barak 8 من INS Kolkata .[57][58] تم إطلاق صاروخين على أهداف عالية السرعة خلال تدريبات بحرية في بحر العرب.[59][60]

## تعيين
بدأت البحرية الإسرائيلية بتجهيز طراداتها من طراز Sa'ar 5 بالنظام ، وأول سفينة أعيد تركيبها هي INS <i id="mw9w">Lahav</i> . سيكون أسطول Sa'ar 4.5 هو التالي للترقية. نشرت البحرية الهندية بالفعل الصواريخ على مدمرات الصواريخ الموجهة الشبح من طراز كولكاتا .

## المستخدمين

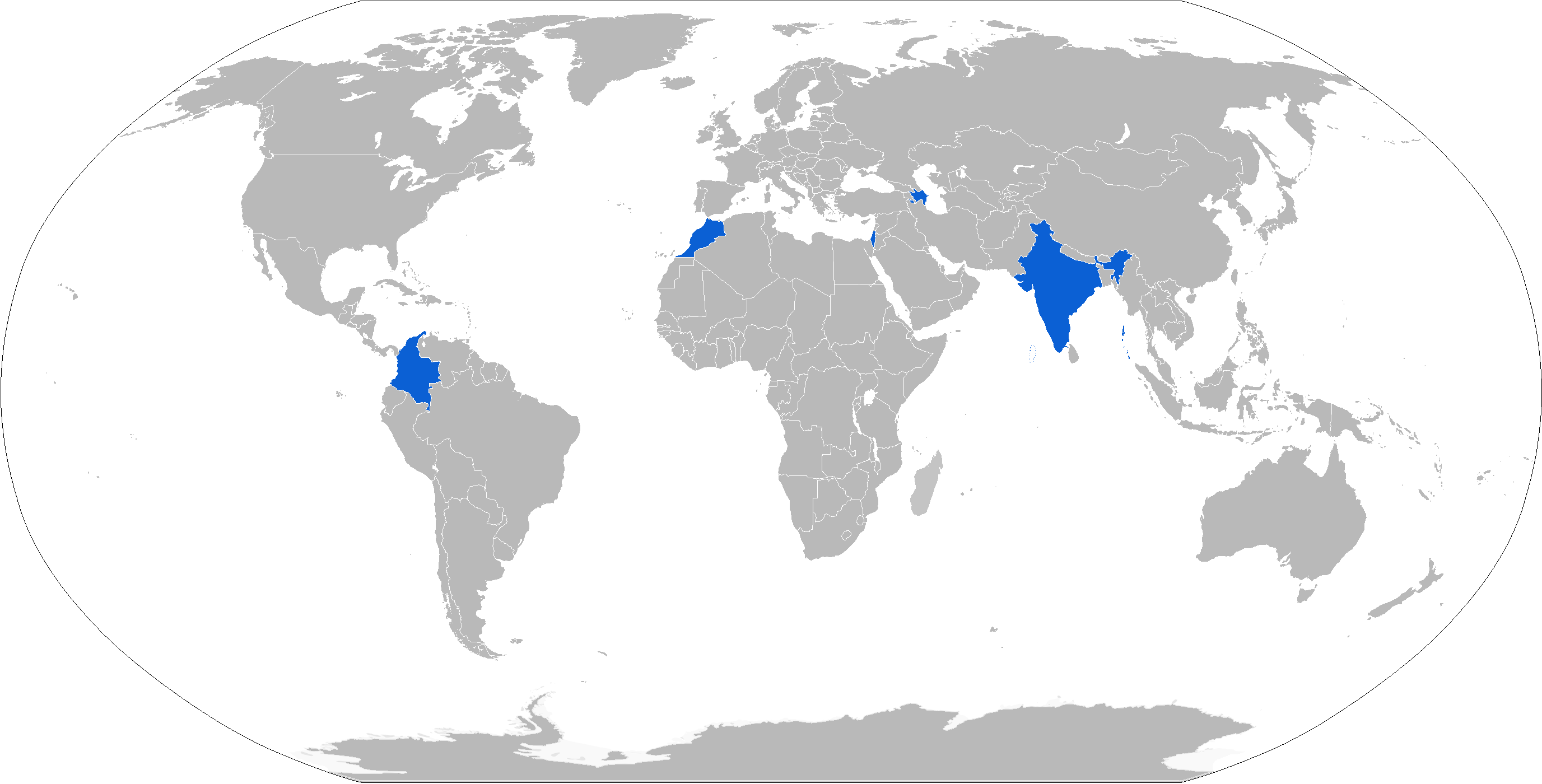
خريطة مع عوامل تشغيل Barak 8 باللون الأزرق

في عام 2011، قبل أن ينضج النظام ليدخل حيز التشغيل، باعت IAI أنظمة الدفاع برق 8 مقابل ملياري دولار، والتي من المتوقع أن توفرها في عام 2015، وفي عام 2016 بلغ حجم مبيعات النظام 3 مليارات دولار. دخلت إسرائيل المراكز العشرة الأولى في مبيعات الدفاع العالمية هذا العام. أعلنت شركة صناعة الطيران الإسرائيلية أنه تم بيع النظام لعدد من الدول غير إسرائيل والهند، لكنها رفضت تسمية نفسها.

### المستخدمين الحاليين
- إسرائيل – منذ آب (أغسطس) 2013، أجرت إسرائيل تعديلات وتركيبات على نظام برق 8 على سفن صواريخ سلسلة ساعر 5.[64] وفي عام 2015، أصبح النظام جاهزًا للعمل في البحرية الإسرائيلية.[61]
- الهند – في عام 2015، أطلقت الهند المدمرة الأكثر تقدمًا تحت تصرفها باستخدام أنظمة الدفاع البرق 8.[65] وفي عام 2017، أعلنت الهند أنها ستشتري 40 نظامًا إضافيًا بقيمة 2.5 مليار دولار و200 صاروخ اعتراض لنشرها بالقرب من المطارات والمرافق الاستراتيجية الأخرى لحماية الطائرات والطائرات بدون طيار.[66] - 600 مليون دولار.[67]
- أذربيجان – في مايو 2016 أكدت المنشورات في أذربيجان التقارير غير المؤيدة للأدلة من السنوات السابقة بشأن الحصول على النظام في النسخة الأرضية وأكدت في الواقع أنه قيد التشغيل.[68][69]

### المستخدمين المحتملين
- تشيلي - [70][71]
- فنزويلا - [71]
- ألمانيا - ومن المتوقع ان تباع الصواريخ إلى البحرية الألمانية ومن المحتمل ان تصبح مكونا مركزيا في الدفاع عن السفن البحرية الألمانية.[72]
- بولندا – في عام 201، قامت البحرية البولندية بطلب نظام صواريخ برق 8 لاستخدامه المحتمل علي سفنها.[73]
- كولومبيا - اقترحت شركة IAI النظام على الدولة.[74][75]
- المغرب

## روابط خارجية
- باراك 8 على موقع الصناعات الجوية الإسرائيلية
- أسلحة جين البحرية: باراك 1/2/8
- صناعة الدفاع اليومية - الهند وإسرائيل تقدمان MR-SAM
- تحديث الدفاع - برنامج Barak-8 MR-SAM
- The Indian Express (أكتوبر 12/06) - ما لا يقوله CBI: Trishul a DRDO dud ، لهذا السبب صفقة باراك
- https://web.archive.org/web/20100414004845/http://www.bharat-rakshak.com/NAVY/Barak.html
- فيديو IAI Barak 8
- اختبار إسرائيل الأول للاعتراض - فيديو
- اختبار البحرية الهندية باراك 8 - فيديو 1
- اختبار البحرية الهندية باراك 8 - فيديو 2